# Polski Związek Ludowy
Polski Związek Ludowy – nielegalne stronnictwo chłopskie działające w latach 1904-1907 w Królestwie Polskim.
Pierwsza organizacja polityczna chłopów Królestwa Polskiego, powstała na nielegalnym zjeździe w Warszawie 13 listopada 1904 r. PZL ukształtował się na bazie postępowego ruchu nauczycieli ludowych. Działalność PZL inspirowana była między innymi myślą socjalisty i teoretyka spółdzielczości, Edwarda Abramowskiego. Był on twórcą projektu programu PZL według którego naczelnym zadaniem organizacji miała być walka o przywrócenie swobód narodowych, demokratycznych praw obywatelskich i autonomii Królestwa Polskiego. Związek opowiadał się także za rozwojem oświaty i spółdzielczości wiejskiej oraz wyzwoleniem wsi spod wpływów endecji.
Podczas rewolucji 1905-1907 współpracował z Polską Partią Socjalistyczną i znacznie się zradykalizował. Organizował antycarskie wiece i demonstracje chłopskie, współuczestniczył w przygotowaniu strajku szkolnego i działał na rzecz wprowadzeniu języka polskiego do gmin i szkół wiejskich. PZL domagał się wówczas wprowadzenia szerokich swobód politycznych (wolności słowa, zgromadzeń i stowarzyszeń), powołania Sejmu w Królestwie w oparciu o pięcioprzymiotnikowe prawo wyborcze oraz wywłaszczenia obszarników w drodze odgórnych reform.
Czołowymi działaczami związku byli: Stefan Julian Brzeziński, Mieczysław Dębski, Jadwiga Dziubińska, Wacław Kruszewski, Stanisław Najmioła, Zygmunt Nowicki, Stanisław Osiecki, i K. Klimek. Organem prasowym było „Życie Gromadzkie” i „Zagon” wydawany w latach 1906-1907. PZL posiadał najbardziej rozbudowane struktury na terenie guberni warszawskiej i lubelskiej oraz na Podlasiu.
PZL przestał działać w maju 1907 na skutek aresztowań dokonanych przez władze rosyjskie. Pozostali na wolności członkowie stronnictwa skupili się wokół "Zarania".